# Verónica Falcón
Verónica López Casa Madrid dite Verónica Falcón née le 8 août 1966 à Mexico, Mexique, est une actrice et chorégraphe mexicaine. Elle est connue pour avoir joué Camila Vargas dans trois saisons de Reine du Sud et Lupe Gibbs dans le reboot de HBO Perry Mason.

## Biographie
Verónica Falcón est né le 8 août 1966 à Mexico, au Mexique.

### Vie privée
De 1998 à 2022 elle a été mariée à Marius Biegai. Ils ont un fils, Lucca Biegai.

## Carrière
En 2016, à l'âge de 50 ans, elle a pris la décision de risquer de renoncer à une carrière bien établie au Mexique pour poursuivre sa carrière aux États-Unis, convaincue que de telles occasions devaient être saisies,. Cette même année, elle tient l'un des rôles principaux dans la série Reine du Sud,.
En 2020, elle tourne dans le film Voyagers aux côtés de Colin Farrell et Lily-Rose Depp,. Elle a également jouer dans le reboot de Perry Mason, diffusé sur HBO, avec Matthew Rhys.
L'année suivante, elle apparaît dans Jungle Cruise avec Dwayne Johnson et Emily Blunt.
En 2022, elle rejoint le casting d'Ozark dans le rôle de Camila Elizondo, sœur du patron du cartel Omar Navarro (Felix Solis) durant la saison 4, aux côtés de Jason Bateman et Laura Linney.

## Filmographie

### Cinéma

#### Longs métrages
- 1994 : Mexican Beauty (El callejón de los milagros) de Jorge Fons : Kika
- 2007 : Hasta el viento tiene miedo de Gustavo Moheno : Victoria
- 2009 : Not Forgotten de Dror Soref : Reina
- 2010 : Te presento a Laura de Fez Noriega : Andréa
- 2011 : Aquí entre nos de Patricia Martínez de Velasco : Elsa Vendedora Bienes Raices
- 2011 : Days of Grace (Días de gracia) d'Everardo Gout : La marraine
- 2011 : Salvando al Soldado Pérez de Beto Gómez : Une femme
- 2012 : Canela de Jordi Mariscal : Aurore García
- 2013 : Besos de Azúcar de Carlos Cuarón : Le diable
- 2013 : El edificio d'Ulises Puga : Doña Brigida
- 2014 : Tiempos Felices de Luis Javier Henaine : La tante de Mónica
- 2014 : Eddie Reynolds y Los Ángeles de Acero de Gustavo Moheno : La réceptionniste de l'hôtel
- 2015 : Un monstre à mille têtes (Un monstruo de mil cabezas) de Rodrigo Plá : Lorena Morgan
- 2015 : Una última y nos vamos de Noé Santillán-López : Casilda
- 2015 : Los Herederos de Jorge Hernandez Aldana : Fulgueira
- 2016 : Busco novio para mi mujer d'Enrique Begné : Une femme
- 2021 : Voyagers de Neil Burger : Marianne Sancar
- 2021 : Jungle Cruise de Jaume Collet-Serra : Sam
- 2021 : American Nightmare 5 : Sans Limites (The Forever Purge) d'Everardo Gout : Lydia
- 2021 : Lilly et l'Oiseau (The Starling) de Theodore Melfi : Rosario Álvarez
- 2021 : Haymaker de Nick Sasso : Marisol
- 2023 : Plus tard, j'atteindrai les étoiles (A Million Miles Away) d'Alejandra Márquez Abella : Julia
- 2023 : Aristotle et Dante découvrent les secrets de l'univers (Aristotle and Dante Discover the Secrets of the Universe) d'Aitch Alberto : Liliana Mendoza
- 2023 : Plus tard, j'atteindrai les étoiles (A Million Miles Away) de Alejandra Márquez Abella : Julia
- 2024 : Imaginary de Jeff Wadlow : Dr Soto
- 2024 : American Warrior de Gustavo Martin : Marcella

##### Prochainement
- 2026 : The Mummy de Lee Cronin

#### Courts métrages
- 2010 : Invocación d'Anwar Safa : Ma Ricarda Milagros
- 2010 : Dar y Recibir de Rodrigo Oviedo : La serveuse
- 2013 : Mirar atras de Maria Fernanda Galindo : Mathilda
- 2024 : Iron Lung de Andrew Reid : Luisa Pena

### Télévision

#### Séries télévisées
- 2005 : Desde Gayola : Dr Rebecca Godlsmith (5 épisodes)
- 2007 : Palabra de mujer : Samantha (1 épisode)
- 2007 : El Pantera : Une femme (saison 1, épisode 9)
- 2007 : Trece miedos : La mère de Nico (épisode 8)
- 2008 : Voyage au bout de l'enfer (Banged Up Abroad) : Carmela (saison 1, épisode 5)
- 2008 : Vecinos : La maîtresse de maison / La soeur (saison 3, épisodes 11 et 12)
- 2008 - 2011 : La rosa de Guadalupe : Samanta / Verónica  Griselda / Alma / La directrice (5 épisodes)
- 2009 : Hermanos y Detectives : Estela (épisodes 5 et 6)
- 2009 : Ellas son... la alegría del hogar : Aurora
- 2009 : Central de abasto : Rosa Isela (1 épisode)
- 2010 : Los Minondo : L'abesse (5 épisodes)
- 2011 : Sábado gigante : Jurado (saison 12, épisode 1)
- 2012 : Capadocia : Cayetana (saison 3)
- 2012 : Paramedicos : Debora (saison 1, épisode 13)
- 2012 : La familia P. Luche : Labiuda (saison 3, épisode 13)
- 2012 : Estado de Gracia : Bertha (1 épisode)
- 2013 - 2014 : Sr. Ávila : La mère d'Ismael (récurrente saison 1, invitée saison 2)
- 2015 : El Señor de los cielos : Mirta "Mirtita" Saavedra (saison 3, 7 épisodes)
- 2015 : El Capitán Camacho : María Bárbara
- 2016 - 2018 : Reine du Sud (Queen of the South) : Camila Vargas (saisons 1 à 3)
- 2017 : Room 104 : Rosa (saison 1, épisode 9)
- 2019 : Perpetual Grace, LTD : Clara
- 2020 - 2023 : Perry Mason : Lupe Gibbs (récurrente)
- 2021 : Why Women Kill : Catherine Castillo (saison 2)
- 2021 : Mr. Corman : Beatriz (épisodes 1 et 7)
- 2021 : Falcon et le Soldat de l'hiver (The Falcon and the Winter Soldier) : Mama Donya Madani (épisodes 3 et 4)
- 2022 : Ozark : Camila Elizondro (récurrente saison 4)
- 2024 : 9-1-1 : Olivia Ortiz (2 épisodes)

## Récompenses et nominations
| Année | Prix                  | Catégorie                                           | Œuvre nommée    |
| ----- | --------------------- | --------------------------------------------------- | --------------- |
| 2014  | Diosas de Plata       | Meilleure actrice de second rôle                    | Besos de Azúcar |
| 2017  | Prix Imagen           | Meilleure actrice dans un second rôle - Télévision  | Reine du Sud    |
| 2018  | Prix Imagen           | Meilleure actrice dans un second rôle - Télévision  | Reine du Sud    |
| 2019  | Prix d'impact du NHMC | Performance exceptionnelle dans une série télévisée | Reine du Sud    |